# Xã Eden, Quận Carroll, Iowa
Xã Eden (tiếng Anh: Eden Township) là một xã thuộc quận Carroll, tiểu bang Iowa, Hoa Kỳ. Năm 2010, dân số của xã này là 594 người.